# Ліга університетів БРІКС
Ліга університетів БРІКС — це консорціум провідних дослідницьких університетів із країн БРІКС, зокрема Бразилії, Росії, Індії, Китаю та Південної Африки . Започаткована в Університеті Фудань, Шанхай 6 липня 2013 року, Ліга прагне стати платформою для академічної та експертної співпраці, порівняльних досліджень і міжнародних освітніх проектів.  У жовтні 2015 року близько 40 видатних університетів із п’яти країн БРІКС зібралися в Пекінському педагогічному університеті, Пекін, щоб провести Форум президентів університетів БРІКС. Після цього Форуму університети-учасники оголосили про Пекінський консенсус і вирішили заснувати Лігу університетів БРІКС.  Секретаріат Ліги знаходиться в Пекінському педагогічному університеті, а BNU є провідним університетом з точки зору вищої освіти та академічної співпраці БРІКС.  Ліга розширюється, щоб залучати до участі в її діяльності все більше видатних університетів БРІКС.    Ліга університетів БРІКС стала стратегічною опорою співпраці БРІКС.
Поточні члени

## Бразилія
| університет                                     | Місцезнаходження | Рік заснування | Примітка |
| ----------------------------------------------- | ---------------- | -------------- | -------- |
| Федеральний університет Мінас-Жерайс            | Белу-Оризонті    | 1927 рік       |          |
| Федеральний університет Ріо-де-Жанейро          | Ріо-де-Жанейро   | 1920 рік       |          |
| Федеральний університет Ріо-Гранді-ду-Сул       | Порту-Алегрі     | 1934 рік       |          |
| Федеральний університет Санта-Катаріни          | Санта-Катаріна   | 1960 рік       |          |
| Федеральний університет Вісози                  | Viçosa           | 1922 рік       |          |
| Федеральний університет Флуміненсе              | Нітерой          | 1960 рік       |          |
| Національний інститут досліджень Амазонки       | Манаус           | 1952 рік       |          |
| Папський католицький університет Ріо-де-Жанейро | Ріо-де-Жанейро   | 1940 рік       |          |
| Університет Кампінас                            | Сан-Паулу        | 1964 рік       |          |

## Китай
| університет                                                         | Місцезнаходження   | Рік заснування | Примітка                                                   |
| ------------------------------------------------------------------- | ------------------ | -------------- | ---------------------------------------------------------- |
| Пекінський педагогічний університет                                 | Пекін              | 1902 рік       | Проект 985, Проект 211, Двомісний Першокласний університет |
| Університет Фудань                                                  | Шанхай             | 1905 рік       | Проект 985, Проект 211, Двомісний Першокласний університет |
| Харбінський інженерний університет                                  | Харбін, Хейлунцзян | 1953 рік       | Проект 211, Подвійний Першокласний університет             |
| Університет Хохай                                                   | Нанкін, Цзянсу     | 1915 рік       | Проект 211, Подвійний Першокласний університет             |
| Науково-технічний університет Хуачжун                               | Ухань, Хубей       | 1952 рік       | Проект 985, Проект 211, Двомісний Першокласний університет |
| Університет Хунань                                                  | Чанша, Хунань      | 1903 рік       | Проект 985, Проект 211, Двомісний Першокласний університет |
| Педагогічний університет Цзянсу                                     | Сюйчжоу, Цзянсу    | 1952 рік       | Провінційний громадський університет                       |
| Університет Цзілінь                                                 | Чанчунь, Цзілінь   | 1946 рік       | Проект 985, Проект 211, Двомісний Першокласний університет |
| Північнокитайський університет водних ресурсів та електроенергетики | Чженчжоу, Хенань   | 1951 рік       | Провінційний громадський університет                       |
| Північно-східний лісотехнічний університет                          | Харбін, Хейлунцзян | 1952 рік       | Проект 211, Подвійний Першокласний університет             |
| Сичуаньський університет                                            | Ченду, Сичуань     | 1896 рік       | Проект 985, Проект 211, Двомісний Першокласний університет |
| Південно-Західний університет                                       | Чунцин             | 1906 рік       | Проект 211, Подвійний Першокласний університет             |
| Університет Яньшань                                                 | Ціньхуандао, Хебей | 1920 рік       | Провінційний громадський університет                       |
| Юньнаньський університет                                            | Куньмін, Юньнань   | 1922 рік       | Проект 211, Подвійний Першокласний університет             |
| Чжецзянський університет                                            | Ханчжоу, Чжецзян   | 1897 рік       | Проект 985, Проект 211, Двомісний Першокласний університет |

## Індія
| університет                                     | Місцезнаходження            | Рік заснування | Примітка |
| ----------------------------------------------- | --------------------------- | -------------- | -------- |
| Індуїстський університет Банарас                | Варанасі, штат Уттар-Прадеш | 1916 рік       |          |
| Індійський технологічний інститут Бомбей        | Мумбаї, Махараштра          | 1958 рік       |          |
| Індійський технологічний інститут Канпур        | Канпур, штат Уттар-Прадеш   | 1959 рік       |          |
| Індійський технологічний інститут Харагпур      | Харагпур, Західна Бенгалія  | 1951 рік       |          |
| Інститут дослідження розвитку Індіри Ганді      | Мумбаї, Махараштра          | 1987 рік       |          |
| Ісламський університет Джамія Мілліа            | Нью Делі                    | 1920 рік       |          |
| Національний технологічний інститут Дургапур    | Дургапур, Західна Бенгалія  | 1960 рік       |          |
| Національний технологічний інститут Варангал    | Варангал, Телангана         | 1959 рік       |          |
| Інститут соціальних наук Тата                   | Мумбаї, Махараштра          | 1936 рік       |          |
| Університет ТЕРІ                                | Нью-Делі                    | 1998 рік       |          |
| Університет Делі                                | Нью-Делі                    | 1922 рік       |          |
| Національний технологічний інститут Вісвесварая | Нагпур, Махараштра          | 1960 рік       |          |

## Росія
| університет                                              | Місцезнаходження | Рік заснування | Примітка |
| -------------------------------------------------------- | ---------------- | -------------- | -------- |
| Вища школа економіки                                     | Москва           | 1992 рік       |          |
| Університет інформаційних технологій, механіки та оптики | Санкт-Петербург  | 1900 рік       |          |
| Московський державний інститут міжнародних відносин      | Москва           | 1944 рік       |          |
| Московський фізико-технічний інститут                    | Москва           | 1946 рік       |          |
| Національний університет науки і технологій              | Москва           | 1918 рік       |          |
| Московський енергетичний інститут                        | Москва           | 1930 рік       |          |
| Московський державний університет                        | Москва           | 1755 рік       |          |
| Російський університет дружби народів                    | Москва           | 1960 рік       |          |
| Санкт-Петербурзький державний університет                | Санкт-Петербург  | 1724 рік       |          |
| Томський політехнічний університет                       | Томськ           | 1896 рік       |          |
| Томський державний університет                           | Томськ           | 1878 рік       |          |
| Уральський федеральний університет                       | Єкатеринбург     | 1920 рік       |          |

## Південна Африка
| університет                           | Місцезнаходження                                                             | Рік заснування | Примітка |
| ------------------------------------- | ---------------------------------------------------------------------------- | -------------- | -------- |
| Центральний технологічний університет | Блумфонтейн                                                                  | 1981 рік       |          |
| Дурбанський технологічний університет | Квазулу-Натал                                                                | 2002 рік       |          |
| Північно-Західний університет         | Потчефструм, Махікенг і Вандербійлпарк                                       | 2004 рік       |          |
| Родоський університет                 | Маханда, Східна Капська провінція                                            | 1904 рік       |          |
| Стелленбоський університет            | Стелленбош, Західний Кейп                                                    | 1918 рік       |          |
| Технологічний університет Тшване      | Преторія, Мбомбела, Полокване, Га-Ранкува, Сошангуве, Вітбанк ( еМалахлені ) | 2004 рік       |          |
| Кейптаунський університет             | Кейптаун, Західний Кейп                                                      | 1829 рік       |          |
| Йоганнесбурзький університет          | Йоганнесбург                                                                 | 2005 рік       |          |
| Університет Лімпопо                   | Провінція Лімпопо                                                            | 2005 рік       |          |
| Університет Преторії                  | Преторія                                                                     | 1908 рік       |          |
| Вендський університет                 | Тохояндоу, провінція Лімпопо                                                 | 1982 рік       |          |
| Університет Вітватерсранд             | Йоганнесбург                                                                 | 1922 рік       |          |